# Punarwasu (nakszatra)
Punarwasu (dewanagari पुनर्वसु) – nakszatra, rezydencja księżycowa umiejscowiona w znaku Raka. Punar w dosłownym znaczeniu to powrót a wasu to lśniące promienie światła lub zostać.

## Mitologia
W mitologii indyjskiej Ramaćandra pojawił się, kiedy Księżyc zajmował tę nakszatrę.